# Cynura klunderi
Cynura klunderi är en rundmaskart som beskrevs av Murphy 1965. Cynura klunderi ingår i släktet Cynura och familjen Leptolaimidae. Inga underarter finns listade i Catalogue of Life.